# Poecilostachys ambositrensis
Poecilostachys ambositrensis är en gräsart som beskrevs av Aimée Antoinette Camus. Poecilostachys ambositrensis ingår i släktet Poecilostachys och familjen gräs. Inga underarter finns listade i Catalogue of Life.